# Ferdinand Hérold
Louis Joseph Ferdinand Hérold (Pariz, 28. siječnja 1791. – Thernes, 19. siječnja 1833.), francuski operni skladatelj.
Pisao je djela za klavir, orkestar te balete. Danas su od njegovih djela najpoznatije uvertira opere Zamba i balet La Fille Mal Gardée.